# Мисс Вселенная 1988
Мисс Вселенная 1988 (англ. Miss Universe 1988) — 37-й ежегодный конкурс красоты, проводился 24 мая 1988 года в Lin Kou Stadium, Тайбэй, Тайвань. Спонсор конкурса красот стала компания Formosa Airlines. За победу на нём соревновалось 66 претенденток. Победительницей стала представительница Таиланда — Порнтип Накирунканок.

## Результаты

### Места
| Место               | Участница |
| ------------------- | --- |
| Мисс Вселенная 1988 | - Таиланд — Порнтип Накирунканок |
| 1-я Вице-мисс       | - Республика Корея — Чанъ Ёон Чёнъ |
| 2-я Вице-мисс       | - Мексика — Аманда Оливарес |
| 3-я Вице-мисс       | - Япония — Мидзухо Сакагути |
| 4-я Вице-мисс       | - Гонконг — Полин Юнг |
| Топ-10              | - Доминиканская Республика — Патрисия Хименес - Венесуэла — Яхайра Вера - США — Кортни Гиббс - Колумбия — Диана Аревало - Норвегия — Бенте Брунланд |

### Полуфинальные оценки
| \| Страна \| Средний балл, предварительно \| Интервью \| Купальник \| Вечернее платье \| Полуфинал, средний балл \| \| ------------------------ \| ---------------------------- \| ---------- \| ---------- \| --------------- \| ----------------------- \| \| Таиланд \| 8.719 (4) \| 9.730 (1) \| 9.684 (1) \| 9.752 (1) \| 9.722 (1) \| \| Республика Корея \| 8.795 (3) \| 9.453 (2) \| 9.463 (2) \| 9.630 (2) \| 9.515 (2) \| \| Мексика \| 8.497 (7) \| 9.266 (3) \| 9.144 (3) \| 9.233 (3) \| 9.214 (3) \| \| Япония \| 8.409 (9) \| 8.922 (4) \| 8.866 (5) \| 8.944 (5) \| 8.910 (4) \| \| Гонконг \| 8.505 (6) \| 8.744 (6) \| 8.666 (7) \| 9.074 (4) \| 8.828 (5) \| \| Доминиканская Республика \| 9.052 (2) \| 8.833 (5) \| 8.688 (6) \| 8.744 (8) \| 8.768 (6) \| \| Венесуэла \| 8.518 (5) \| 8.543 (8) \| 8.900 (4) \| 8.811 (7) \| 8.751 (7) \| \| США \| 9.144 (1) \| 8.522 (9) \| 8.621 (8) \| 8.943 (6) \| 8.695 (8) \| \| Колумбия \| 8.440 (8) \| 8.712 (7) \| 8.588 (9) \| 8.644 (9) \| 8.648 (9) \| \| Норвегия \| 8.368 (10) \| 7.555 (10) \| 7.977 (10) \| 8.077 (10) \| 7.869 (10) \| | Победительница 1-я Вице-мисс 2-я Вице-мисс 3-я Вице-мисс 4-я Вице-мисс Топ-10 Полуфиналистки (#) Ранг в каждом туре конкурса |            |            |                 |                         |
| Страна | Средний балл, предварительно                                                                                                 | Интервью   | Купальник  | Вечернее платье | Полуфинал, средний балл |
| Таиланд | 8.719 (4) | 9.730 (1)  | 9.684 (1)  | 9.752 (1)       | 9.722 (1)               |
| Республика Корея | 8.795 (3) | 9.453 (2)  | 9.463 (2)  | 9.630 (2)       | 9.515 (2)               |
| Мексика | 8.497 (7) | 9.266 (3)  | 9.144 (3)  | 9.233 (3)       | 9.214 (3)               |
| Япония | 8.409 (9) | 8.922 (4)  | 8.866 (5)  | 8.944 (5)       | 8.910 (4)               |
| Гонконг | 8.505 (6) | 8.744 (6)  | 8.666 (7)  | 9.074 (4)       | 8.828 (5)               |
| Доминиканская Республика | 9.052 (2) | 8.833 (5)  | 8.688 (6)  | 8.744 (8)       | 8.768 (6)               |
| Венесуэла | 8.518 (5) | 8.543 (8)  | 8.900 (4)  | 8.811 (7)       | 8.751 (7)               |
| США | 9.144 (1) | 8.522 (9)  | 8.621 (8)  | 8.943 (6)       | 8.695 (8)               |
| Колумбия | 8.440 (8) | 8.712 (7)  | 8.588 (9)  | 8.644 (9)       | 8.648 (9)               |
| Норвегия | 8.368 (10) | 7.555 (10) | 7.977 (10) | 8.077 (10)      | 7.869 (10)              |

### Специальные награды
| Премия                     | Участница                                                                         |
| -------------------------- | --------------------------------------------------------------------------------- |
| Мисс Конгениальность       | - Гуам — Лиза Мари Камачо                                                         |
| Мисс Фотогеничность        | - Англия — Трейси Уильямс                                                         |
| Лучший национальный костюм | - Таиланд — Порнтип Накирунканок - США — Кортни Гиббс - Япония — Мидзухо Сакагути |

### Топ
| 1. Гонконг 2. Доминиканская Республика 3. Мексика 4. США 5. Япония 6. Таиланд 7. Корея 8. Колумбия 9. Норвегия 10. Венесуэла | 1. Мексика 2. Гонконг 3. Корея 4. Япония 5. Таиланд |

### Фоновая музыка
- Открывающий номер: "Dancing on the Ceiling" — Лайонел Ричи (Кавер-версия)
- Музыкальный номер: "Overload" — Zappacostaб Грязные танцы
- Конкурс вечерних платьев: "You are My Star"
- Момент награждения: "This is Your Night"

## Участницы
| - Аргентина — Клаудия Габриэла Перейра - Австралия — Ванесса Линн Гибсон - Австрия — Мария Штайнхарт - Багамские Острова — Наташа Кристин Пиндер - Бельгия — Дейзи Ван Каувенберг - Бермуды — Ким Лайтборн - Боливия — Ана Мария Перейра Парада - Бразилия — Изабель Кристина Бедуски - Виргинские Острова (Великобритания) — Нельда Фелесия Фаррингтон - Канада — Мелинда Гиллис - Чили — Вероника Ромеро Карвахаль - Колумбия — Диана Патрисия Аревало Герра - Коста-Рика — Эрика Мария Паоли - Дания — Пернилле Натансен - Доминиканская Республика — Патрисия Хименес - Эквадор — Сесилия Позо Каминер - Египет — Амина Сами Шелбайя - Сальвадор — Амина Сами Шелбайя - Англия — Трейси Уильямс - Финляндия — Нина Карита Бьорнстром - Франция — Клаудия Фриттолини - ФРГ — Кристиана Копп - Гибралтар — Майте Санчес - Гренландия — Нуно Нетте Баадх - Гуам — Лиза Мари Камачо - Гватемала — Сильвия Мансилья - Нидерланды — Аннабет Рейндина Берендсен - Гондурас — Жаклин Эррера Мехия - Гонконг — Полин Юнг - Исландия — Анна Маргрет Йонсдоттир - Ирландия — Адриенна Рок - Израиль — Ширли Бен Мордехай - Италия — Симона Вентура | - Ямайка — Леота Суах - Япония — Мидзухо Сакагути - Республика Корея — Чанъ Ёон Чёнъ - Ливан — Элиан Джордж Фахури - Люксембург — Лиди Гарни - Малайзия — Линда Чи Линг Лам - Мальта — Стефани Спитери - Мексика — Аманда Оливарес - Новая Зеландия — Лана Кок-Крофт - Нигерия — Омасан Токурбо Бува - Северные Марианские Острова — Руби Джин Гамильтон - Норвегия — Бенте Брунланд - Парагвай — Марта Ноэми Акоста Гранада - Перу — Катия Мирелла Эскудеро Лосано - Филиппины — Перфида Рейес Лимпин - Португалия — Изабель Мартинс да Коста - Пуэрто-Рико — Изабель Мария Пардо - Китайская Республика (сменила на Китайский Тайбэй) — Джейд Ху Фэй-Цуй - Шотландия — Аманда Лэрд - Сингапур — Одри Энн Тэй - Испания — Сонсолес Артигас Медеро - Шри-Ланка — Дипти Аллес - Швеция — Анника Давидссон - Швейцария — Габриэла Биглер - Таиланд — Порнтип Накирунканок - Тринидад и Тобаго — Шерил Энн Гордон - Турция — Мельтем Хакарар - Теркс и Кайкос — Эдна Элизабет Смит - Уругвай — Карла Ирене Тромботти Морено - США — Кортни Гиббс - Виргинские Острова (США) — Хизер Карти - Венесуэла — Яхайра Кристина Вера Рольдан - Уэльс — Лиза Мари Уильямс |

## Примечание

### Отказались
- Барбадос, Белиз, Кюрасао, Кипр, Греция, Индия, Кения, Панама и Сенегал

### Вернулись
- Бельгия, Бермудские острова, Тайвань, Гибралтар, Исландия, Люксембург и Шотландия

### Участие в других конкурсах красоты
- Мисс Интернешнл
  - 1985: Исландия (полуфиналистка)
  - 1987: Австралия (полуфиналистка)
  - 1988: Коста-Рика (полуфиналистка), ФРГ и Гуам
- Мисс Мира
  - 1987: ФРГ, Гибралтар, Гонконг (полуфиналистка), Исландия (2-z Виец Мисс), Ирландия, Испания, Швейцария и Теркс и Кайкос
  - 1988: Бельгия, Франция и Нигерия
  - 1989: Норвегия

## Международное вещание
Список стран, где транслировался конкурс красоты с указанием телеканалов:
| - Аргентина: América 2 - Аруба: P4A-TV - Австралия: Seven Network - Австрия: TW1 - Багамские Острова: ZNS-TV - Бермуды: ZBM-TV - Бельгия: VRT - Боливия: Unitel - Бразилия: SBT - Болгария: BNT 1 - Канада: CBC Television - Чили: TVN - Китай: CCTV-1 - Колумбия: Caracol - Кюрасао: PJC-TV - Коста-Рика: Teletica - Кипр: RIK 1 - Дания: DR1 - Эквадор: Gamavision - Эстонская ССР: ETV - Финляндия: YLE TV1 - Франция: TF1 - ФРГ: ARD - Греция: ET1 - Гуам: KUAM-LP - Гаити: 4VMR-TV - Нидерланды: Nederland 2 - Гондурас: Canal 11 - Гонконг: TVB Pearl - Венгрия: m1 - Индия: DD National - Индонезия: TVRI - Ирландия: RTÉ One - Израиль: Channel 1 - Италия: Rai Uno - Ямайка: Ination TV - Япония: ABC | - Республика Корея: KBS - Ливан: Télé Liban - Мартиника: Martinique 1re - Малайзия: TV1 - Мальта: TVM - Мексика: Televisa - Намибия: Namibia Broadcasting Corporation - Новая Зеландия: TV One - Северные Марианские Острова: WSZE - Норвегия: NRK1 - Панама: Telemetro - Парагвай: TV Cerro Cora - Перу: ATV - Филиппины: GMA Radio-Television Arts - Польша: TVP1 - Португалия: RTP1 - Румыния: TVR1 - Южно-Африканская Республика: South African Broadcasting Corporation - Сингапур: SBC Fifth Frequency - Испания: TVE1 - Шри-Ланка: Sri Lanka Rupavahini Corporation - Швеция: SVT1 - Швейцария: SF 1 - Китайская Республика (ведущая страна): CTS - Таиланд: Channel 7 - Теркс и Кайкос: WIV-TV - Тринидад и Тобаго: CCN TV6 - Великобритания: BBC One - США: CBS - Виргинские Острова (США): WBNB-TV - Уругвай: TVN - Венесуэла: Venevisión |

## Замечания
1. 1 2  Мероприятие состоялось в 8:00 утра по Тайваньскому времени (UTC+8:00); Для Америки это было 23 мая по местному времени.